# Бліклінг-голл
Бліклінг-голл (англ. Blickling Hall) — Норфолкський садибний будинок графів Бекінгемширів із родини Гобартів, зведений за часів короля Якова I для родоначальника сімейства, верховного судді Гобарта. Вважається, що будівлю проектував той же архітектор, що і Гетфілд-гаус. Раніше, за часів Тюдорів, Бліклінгським маєтком володіли Болейни.
Бліклінг-голл славиться старовинною бібліотекою й зразковим садом, про який дбали багато поколінь власників садиби. Серед садівників, які допомагали облаштовувати територію, був відомий Гамфрі Рептон. Під час Битви за Британію Бліклінг-гаус, як і багато інших заміських маєтків, був реквізований у власників і використовувався для потреб держави. Сучасним домом керує Національний траст.
Туристам, які відвідують Бліклінг-голл, розповідають про те, що кожну річницю страти Анни Болейн тут бачать її привид без голови. Повір'я про те, що нещасна королева народилася саме в Бліклінгу, непідтверджено. Її батько, Томас Болейн, виїхав з Бліклінгу незадовго до її народження.

## Галерея

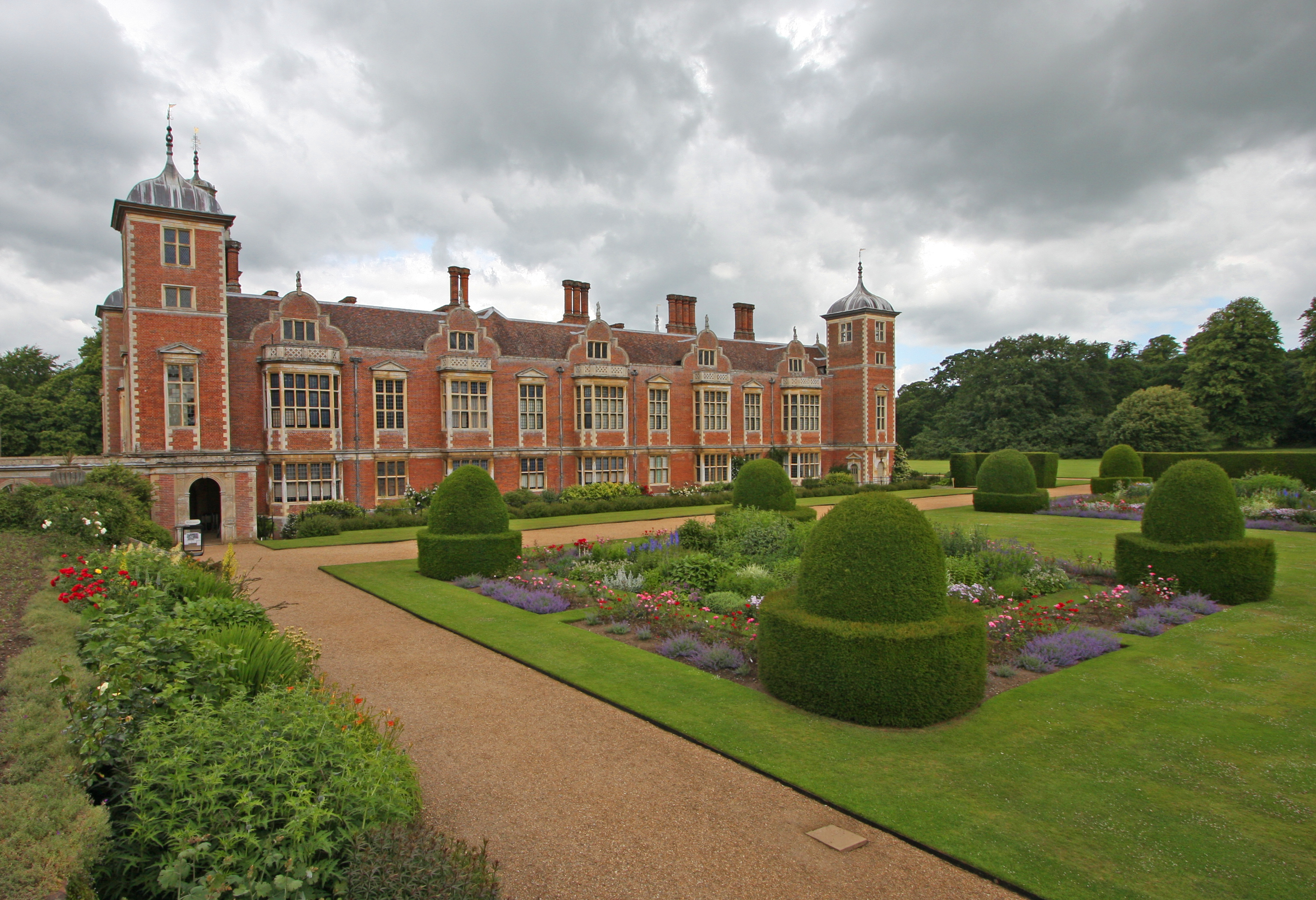
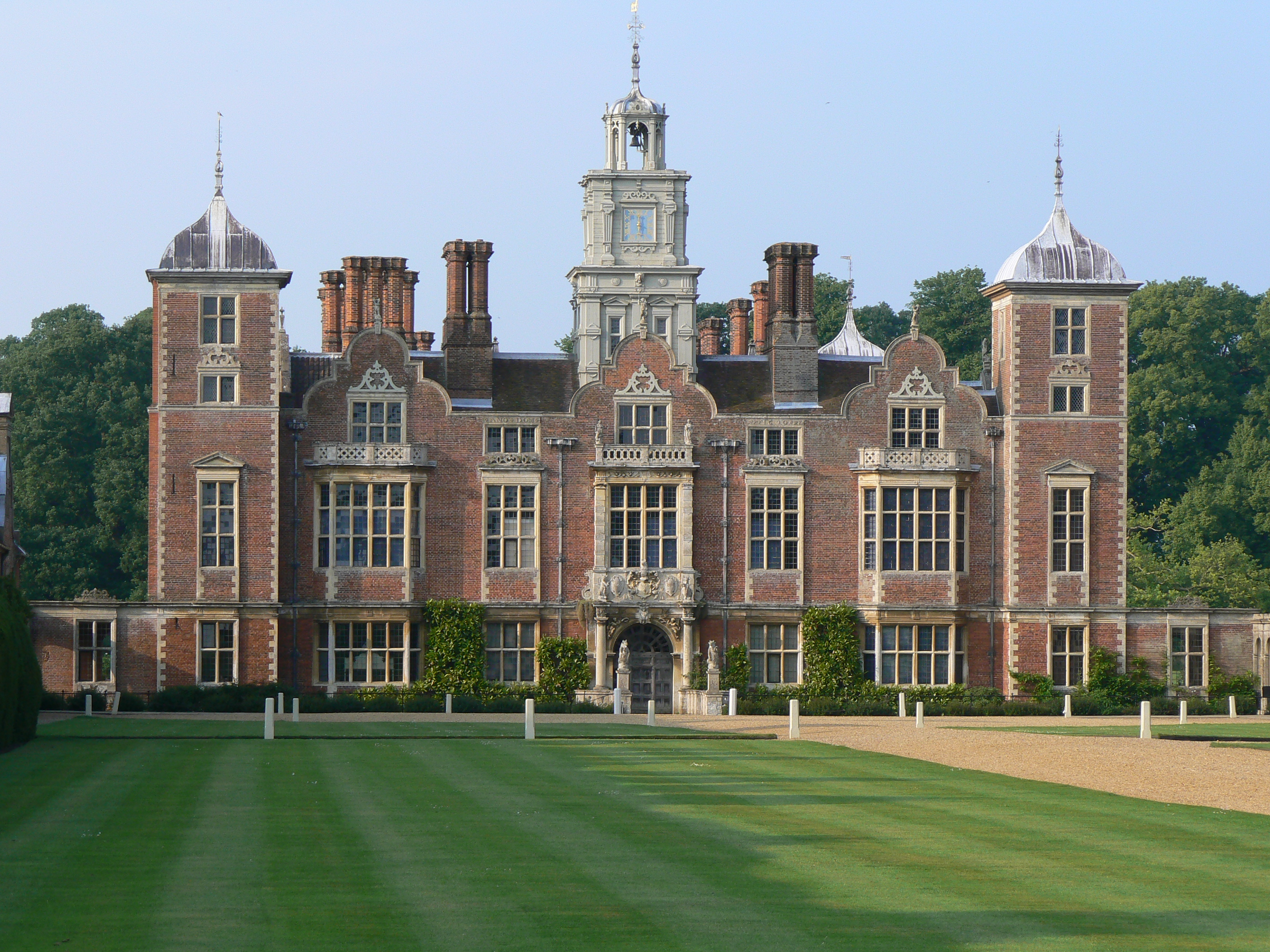
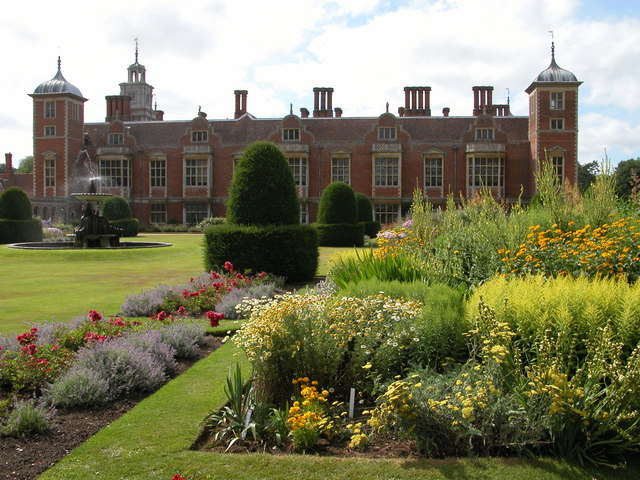